# Josef von Sternberg

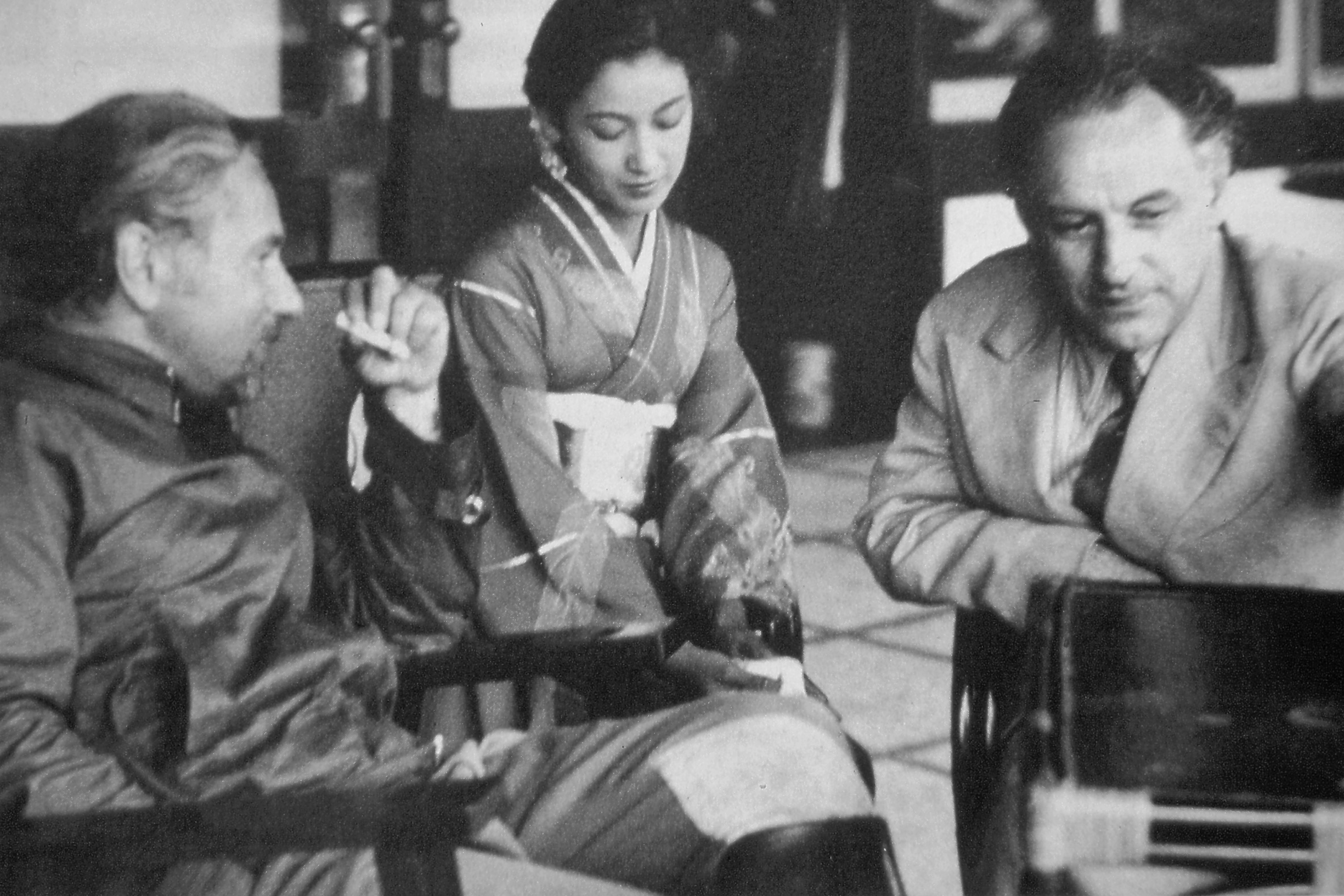
Balról jobbra: Josef von Sternberg, Setsuko Hara és Arnold Fanck Japánban, 1936

Josef von Sternberg, eredetileg Jonas Sternberg (Bécs, 1894. május 29. – Los Angeles megye, 1969. december 22.) osztrák származású amerikai filmrendező. Leginkább Marlene Dietrich hét filmjéről ismert, köztük A kék angyal és a Marokkó.

## Élete

### Karrierje kezdete
Moses Sternberg krakkói zsidó üzletember és felesége, Serafine Singer gyermekeként, Bécsben született, mivel apja üzleti tevékenysége miatt 1901-től Bécsben vagy New Yorkban éltek. A család 1908-ban az Amerikai Egyesült Államokba költözött. Miután először egy filmjavító műhelyben dolgozott Josef von Sternberg művésznéven, 1923-ban Hollywoodba költözött, ahol először asszisztensként a By Divine Right című filmben dolgozott. 1924-ben Charlie Chaplin és Mary Pickford közvetítésével találkozott Karl Gustav Vollmoeller német író-forgatókönyvíróval, aki 1925-ben meghívta Velencébe meg Berlinbe, és bemutatta Emil Jannings színésznek. George K. Arthur színésszel 1925-ben mindössze 50 000 dollárért forgatta az Üdvösségvadászokat, amelyet egy nagy gőzkotrón forgattak a San Pedro-öböl melletti mocsarakban. A film felkeltette néhány kritikus figyelmét, akik dicsérték Sternberg fény és árnyék innovatív felhasználását egy jelenet dramaturgiájában. A Mary Pickforddal való filmezési tervek meghiúsultak, de Sternberg végül az MGM-mel szerződött. A stúdió vezetőivel és a sztárokkal azonban nem volt könnyű dolgoznia. Az önkényuralmáról hírhedt Sternberg hetekig heves vitát folytatott Mae Murray vezető színésznővel A maszkos menyasszony forgatása közben. Végül közös megegyezéssel felbontották a szerződést. Nem sokkal később ajánlatot kapott az A Woman of the Sea (A tenger asszonya) című film forgatására Edna Purviance, Chaplin egykori vezető színésznője számára. Chaplin azonban úgy döntött, hogy nem terjeszti a kész filmet, mivel túl intellektuálisnak tartotta a mainstream ízléshez. Az 1930-as években Chaplin megsemmisítette a negatívot, hogy a forgatás költségeit levonhassák az adókból. Az a néhány ember, aki látta a filmet, azt állította, hogy ez volt az egyik legszebb és leglátványosabb alkotás az amerikai filmiparban.

### Paramount
A hátszél Sternberg számára csak akkor fordult meg, amikor 1927-ben szerződést kapott a Paramountnál. Miután újraforgatott néhány jelenetet a már elkészült filmekhez, mint például az It és a Children of Divorce, mindkettő Clara Bow főszereplésével, még az év folyamán lehetőséget kapott az Underworld című film rendezésére. Ben Hecht forgatókönyve volt az első aggodalmas bepillantás a szervezett bűnözés kulisszái mögé, Sternberg pedig egy lebilincselő gengszterfilmet csinált belőle. Ugyanakkor fény-árnyék jeleneteket komponált, amelyek miatt az egyik kritikus megjegyezte, hogy Sternberg úgy használja a kamerát, mint a festő az ecsetet. Az elsöprő kereskedelmi siker után Sternberget felvették A hontalan hős rendezésére, amelyben Emil Jannings, a stúdió legértékesebb sztárja volt a főszerepben. Jannings többek között ezzel az alakításával nyerte el egy évvel később, első színészként az Oscar-díjat a legjobb színész kategóriában. Ugyanebben az évben a The Docks of New York pályafutása egyik legérettebb és vizuálisan legszebb filmje volt. Egy tengerész és egy prostituált története Sternbergnek köszönhetően árnyékok és fényeffektusok szimfóniájává vált.
1929-ben Sternberg Németországba ment, hogy az első hangosfilmet Emil Jannings sztárjával forgassa az UFA-ban, amelyben a Paramountnak részesedése volt. Az UFA-val kötött szerződést Karl Gustav Vollmoeller közvetítette, akit az UFA forgatókönyvíróként, műszaki tanácsadóként és főszerkesztőként állított maga mellé. Neki is köszönhető, hogy Heinrich Mann Professor Unrat című regényének, A kék angyal című regényének filmjogait eladták az UFA-nak. A női főszerepet eleinte a legkülönfélébb színésznők kapták, pl. Louise Brooks, de végül Marlene Dietrichre esett a választás, mert Vollmoeller őt részesítette előnyben, és minden akadály ellenére érvényesíteni tudta magát, így ezzel a filmmel érte el az áttörést. „Arra buzdítottam Mr Sternberget, hogy a főszerepre, Miss Marlene Dietrichet egy fiatal színésznőt jelöljön ki, aki még nem volt ismert, de akiben, úgy véltem, megvan minden lehetőség egy nagyszerű sztárra. Mr. von Sternberg tiszteletben tartotta a véleményemet az ilyen ügyekben…” írta Vollmoeller önéletrajzi jegyzeteiben. A rendező és kreatúrája a premier estéjén Amerikába utazott, ahol elkezdtek forgatni a Marokkó számára. Dietrichet a stúdió Greta Garbo mintájára állította be, de Sternberg hat közös film alatt alakította át a színésznőt a saját képernyős személyiségévé. A sajtó azonban hamar megvádolta Sternberget, hogy túl sok figyelmet szentelt vezető színésznője vizuális szempontjaira és színrevitelére, és túl kevés értéket tulajdonít egy jó forgatókönyvnek. Az ismert újságíró Elizabeth Yeaman már vezetett. 1931. szeptember 1-jén ezt írta rovatában, amelyben a Shanghai Express forgatásáról számolt be:
Nem lennék meglepve, ha Miss Dietrich megkapná a Shanghai Expresst. Látod, még soha nem volt igazi törés a történetben. Ez nem azért van, mert a Paramount elhanyagolta Marlenét, de Josef von Sternberg nem sokat törődik az erős történetekkel. Ha túl sok története van, nem talál helyet a művészi hatásainak, és ezek a hatások sokkal fontosabbak számára, mint a történet. Az azonban tény, hogy a közönség szereti a jó hangzású történetet, olyat, amely hihető és emberi.
Különösen a Szőke Vénusz című film, amelyet mindketten 1932-ben forgattak közvetlenül legnagyobb pénzügyi sikerük, a Shanghai Express után, világossá tette Sternberg gyengeségeit. Dietrich, aki végre szerepet akart váltani az örök csábítónőtől, olyan szerepeket követelt, amelyek gondoskodó feleségnek és jó anyának mutatják be. Sternbergnek azonban nem tetszett a koncepció, és Dietrichet is kabarésztárként mutatta be. Soha nem volt koherens forgatókönyv, és végül a kritikusok szerint csak a zenei jelenetek voltak meggyőzőek, mint például a híres Hot Voodoo szám, amelyben Dietrich először gorillának álcázva lép színpadra, majd lehámozza a jelmezt. 1931-ben a rendező átvette a félkész forgatókönyvet, amelyet Szergej Eisenstein írt Theodore Dreiser Amerikai tragédia című társadalmi regénye alapján, mielőtt kiszorították a projektből. Sternberg a legtöbb ötletet elvetette, és a nulláról kezdte. Az eredmény úgy megosztotta a kritikát, mint korábban egy műve sem. Egyrészt dicsérték a jól ismert fény és árnyék kompozíciókat, valamint Sylvia Sidney-t Drina szerepében. De összességében az volt a konszenzus, hogy Dreiser maró társadalmi kommentárja és Sternberg líraibb történetmesélése kölcsönösen kizárják egymást.
Miután Dietrich a stúdió nyomására és a Szőke Vénusz kevésbé biztató kasszaeredményeivel a háttérben 1933-ban leforgatta az Énekek éneke című sikertelen filmet Rouben Mamoulian rendezésében, a két művész 1934 közepén újra összejött. A Queen Christine című nagysikerű filmre válaszul, amelyben Garbo Svédország királynőjeként szerepelt egy évvel korábban, a Paramount saját glamour sztárját is híres uralkodóként akarta bemutatni. Így született Sternberg rendezésében A skarlát császárné című történelmi film, Dietrich főszereplésével Nagy Katalinról. A forgatás során, amelyet ismét a forgatókönyv számtalan megváltoztatása jellemzett, és a növekvő gyártási költségek közepette (így Sternberg valódi hermelint kért a cárnő ruhatárába) egy híres anekdota bontakozott ki. Sam Jaffe színészt, aki a császárnő idióta férjét alakította, arra kérték, hogy ismételjen meg egy jelenetet vég nélkül, mert Sternbergnek egyik sem tetszett. Egy ponton Jaffe panaszkodott, hogy a rendező hogyan bánt vele. Sternberg félrevonta Jaffet, és így szólt: „Mr. Jaffe, tudod, csak Japánban 70 millió követőm van." Jaffe szárazon mondta: – Jó, Jézusnak csak 12 volt. Ezt követően a színésznek nem kellett több ismétlést forgatnia. A Sternberg-Dietrich együttműködés a következő évben ért véget a Der Teufel ist eine Frauval, amely egy spanyol táncosnőről szól. Dietrichnek jobban tetszett a film, mint bármelyik másik, mert szerinte olyan gyönyörűvé varázsolta őt. A film művészileg és anyagilag is katasztrófa volt.

### Későbbi évek
1935-ben, A skarlát császárnő és A nőördög anyagi kudarcai után Sternberg a Columbia Pictureshöz ment, ahol többek között Grace Moore-ral operettet forgatott Sissi osztrák császárné életéről. A következő évben Korda Sándor felvette az Én, Claudius filmadaptációjához, de a forgatás katasztrófa lett. A főszereplő Merle Oberon majdnem meghalt egy közlekedési balesetben, a film nem kapott finanszírozást, és végül leállították a gyártást. A néhány fennmaradt jelenet azonban a legjobb, amit Sternberg valaha forgatott. 1935-től kezdve Sternberg egy olyan házban élt a San Fernando-völgyben, amelyet Richard Neutra építész épített.
Louis B. Mayer személyes kérésére Sternberget 1938-ban bízták meg azzal, hogy osztrák felfedezettjét, Hedy Lamarrt alakítsa a világ legnagyobb sztárjává. Az I Take This Woman produkciója hamarosan teljes katasztrófává vált, több mint 16 hónapig tartott, szinte a teljes szereplőgárdát lecserélték, és három rendező váltotta egymást. Végül Sternberg azon kapta magát, Wallace Beeryt rendezi a Sergeant Madden című zsarudrámában. A Mother Gin Sling és bordélyházának történetét bemutató Settlement in Shanghai, valamint a The Saga of Anatahan című drámát leszámítva későbbi munkái elmaradtak Paramountos évei színvonalától. Az Anatahan-saga igaz történetet mesél el a japán katonákról, akik a háború vége után hét évig az Anatahan-szigeten maradtak, mert nem voltak hajlandók elfogadni Japán kapitulációját.
1963-ban Josef von Sternberg megkapta az arany filmszalagot a német filmben végzett sokéves kiemelkedő munkájáért. 1967-ben a Frankfurti Könyvvásáron bemutatta Én – Josef von Sternberg. Emlékek című önéletrajzát.
Sternberg 1969 decemberében halt meg egy Los Angeles megyei kórházban, szívroham következtében, a Westwood Village Memorial Park Cemeteryben temették el.

### Magánélete
Josef von Sternberg 1926 és 1930 között Riza Royce (1903–1980) filmszínésznővel élt. 1945-ben feleségül vette Jean Avette McBride-ot (sz. 1894). A házasság 1947-ben válással végződött. Sternberg 1948-tól haláláig Meri Otis Wilner művészettörténész (1920–2015) férje volt. Ebből a házasságból született fia, Nicholas Josef von Sternberg 1951-ben.

## Érdekesség
Gary Cooper kezdeti színészi pályafutásának meghatározó állomása Sternberg 1930-as filmje, a Marokkó volt, amelyben egy mogorva francia idegenlégióst alakított, és ez a film volt egyben Marlene Dietrich bemutatkozása az amerikai nézőközönségnek. A forgatás alatt Sternberg minden energiáját Dietrichre fordította, és elutasító volt Cooperrel szemben. A robbanásig feszült légkörben egyik alkalommal Sternberg németül kiabálva adott utasításokat, amire a 191 centiméter magas színész csendben odament a 163 centiméteres rendezőhöz, megragadta a gallérjánál fogva és felemelte magához, majd azt mondta neki: „Ha ebben az országban akarsz dolgozni, akkor jobb, ha azt a nyelvet használod, amit mi”. A forgatás során fennálló feszültség ellenére Thornton Delehanty, a New York Evening Post kritikusa szerint Cooper egyik addigi legjobb színészi teljesítményét nyújtotta.

## Filmográfia
- 1925: Die Heilsjäger (The Salvation Hunters)
- 1925: Die Tänzerin von Moulin-Rouge (The Masked Bride) einige Szenen, ohne Credit
- 1926: A Woman of the Sea
- 1926: Exquisite Sinner ersetzt durch Phil Rosen
- 1927: Das gewisse Etwas (It) einige Szenen, ohne Credit
- 1927: Kinder aus geschiedenen Ehen (Children of Divorce) einige Szenen, ohne Credit
- 1927: Unterwelt (Underworld)
- 1928: Sein letzter Befehl (The Last Command)
- 1928: Der König von Soho (Street of Sin) einige Szenen, ohne Credit
- 1928: Polizei (The Dragnet)
- 1928: Die Docks von New York (The Docks of New York)
- 1929: Eine Nacht im Prater (The Case of Lena Smith)
- 1929: Sie nannten ihn Thunderbolt (Thunderbolt)
- 1930: Der blaue Engel
- 1930: Marokkó (Morocco)
- 1931: Entehrt (Dishonored)
- 1931: Eine amerikanische Tragödie (An American Tragedy)
- 1932: Shanghai-Express (Shanghai Express)
- 1932: Blonde Venus
- 1934: Die scharlachrote Kaiserin (The Scarlet Empress)
- 1935: The Fashion Side of Hollywood Dokumentarfilm
- 1935: Der Teufel ist eine Frau (The Devil Is a Woman)
- 1935: Schuld und Sühne (Crime and Punishment)
- 1936: The King Steps Out
- 1937: I, Claudius unvollendet
- 1938: Der große Walzer (The Great Waltz) einige Szenen, ohne Credit
- 1939: Sergeant Madden
- 1940: I Take This Woman einige Szenen, ohne Credit
- 1941: Abrechnung in Shanghai (The Shanghai Gesture)
- 1944: The Town Dokumentarfilm
- 1946: Duell in der Sonne (Duel in the Sun) einige Szenen, ohne Credit
- 1952: Macao
- 1953: Die Sage von Anatahan (The Saga of Anatahan)
- 1957: Düsenjäger (Jet Pilot) bereits 1949–1953 abgedreht

## Díjai

### Oscar/Legjobb rendező
- Oscar-díj 1931: Marokkó jelölése
- Oscar-díj 1932: A Shanghai Express jelölése

### Egyéb díjai (válogatás)
- 1930: Kinema Jumpō-díj a New York-i dokkokért
- 1932: Kinema Jumpō-díj Marokkóért
- 1935: A legjobb operatőr díja a Velencei Nemzetközi Filmfesztiválon Az ördög egy nő című filmért
- 1963: Arany filmszalag életműért
- 1969: Filmarchiv Austria díj életműért
- Sztár a hollywoodi Hírességek sétányán (6401 Hollywood Blvd. )

## Fordítás
- Ez a szócikk részben vagy egészben  a   Josef von Sternberg című német Wikipédia-szócikk ezen változatának fordításán alapul.  Az eredeti cikk szerkesztőit annak laptörténete sorolja fel. Ez a jelzés csupán a megfogalmazás eredetét és a szerzői jogokat jelzi, nem szolgál a cikkben szereplő információk forrásmegjelöléseként.